# Olejek lawandynowy

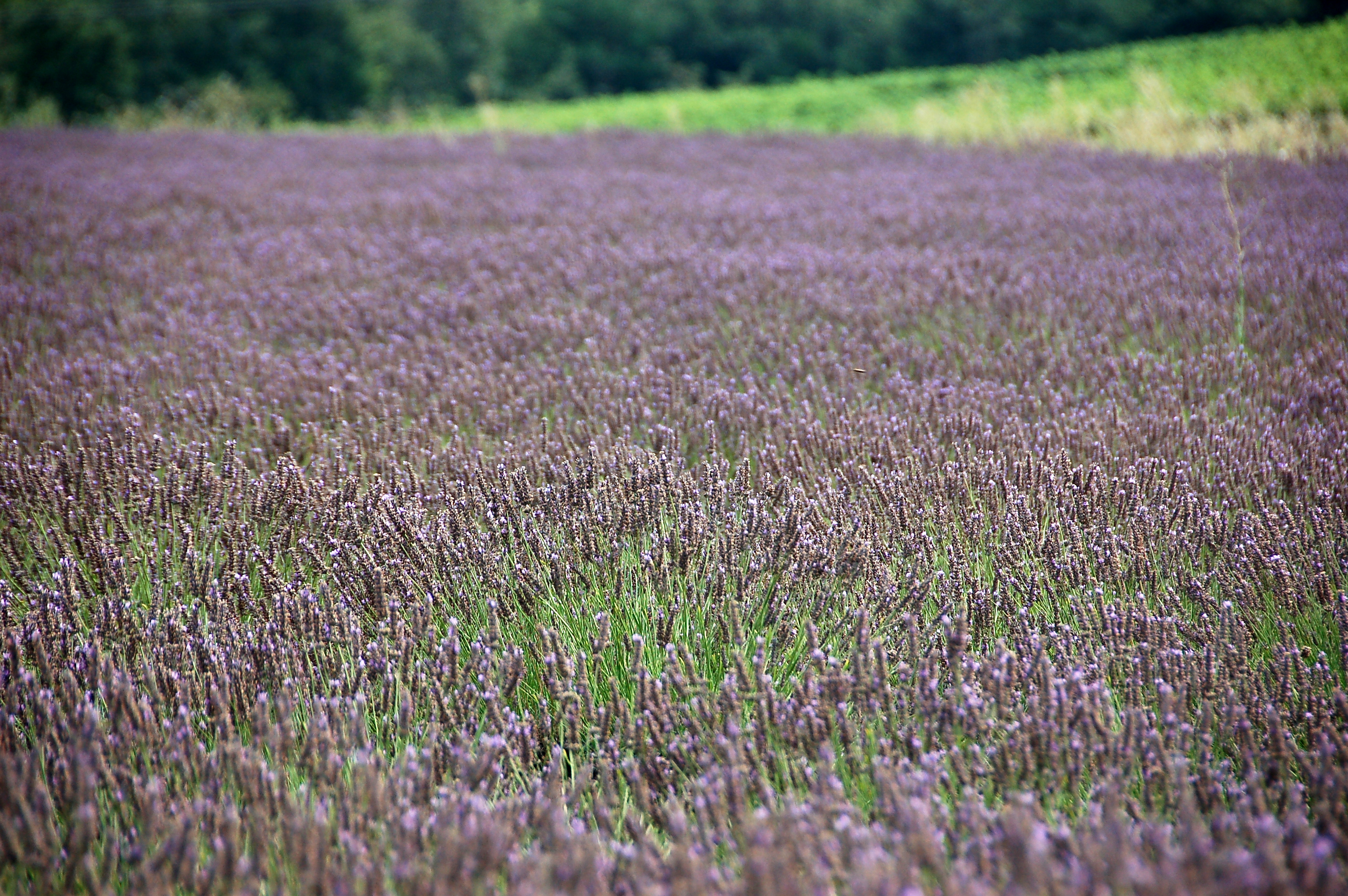
Pole lawendy w Vaucluse, Francja

Region Prowansja-Alpy-Lazurowe Wybrzeże

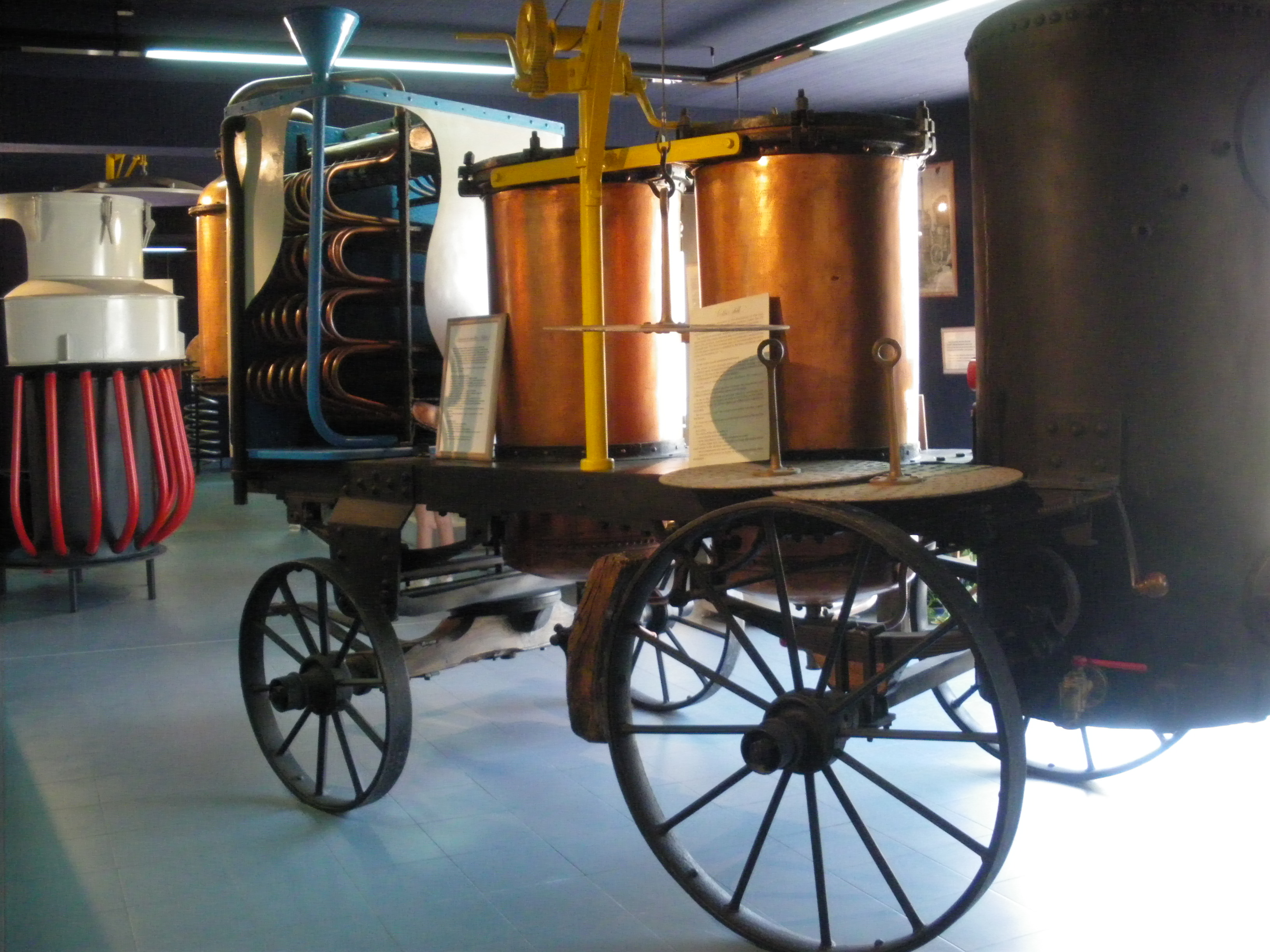
Ruchomy alembik do destylacji olejku z parą wodną (zobacz – filmy: zbiory i destylacja)

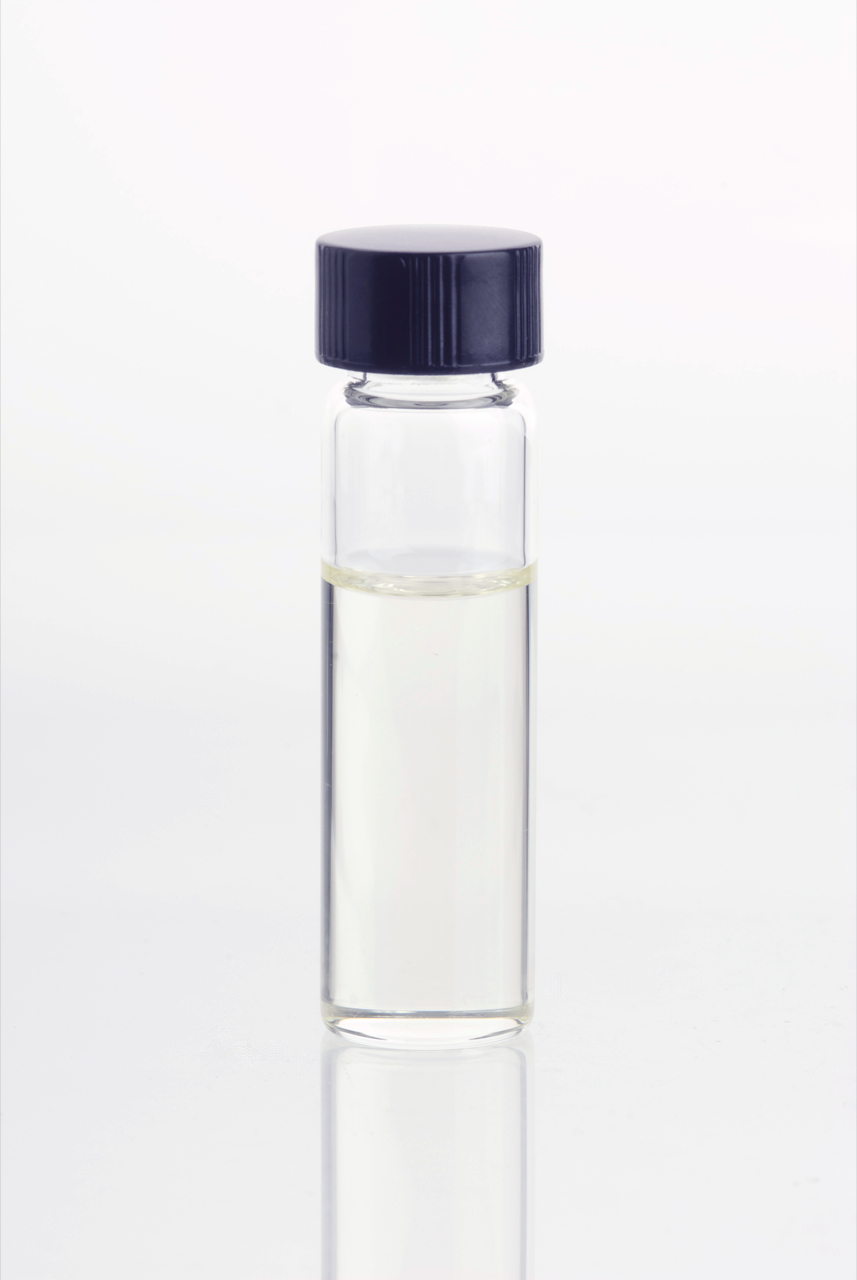
Olejek lawandynowy

Linalol

Octan linalilu

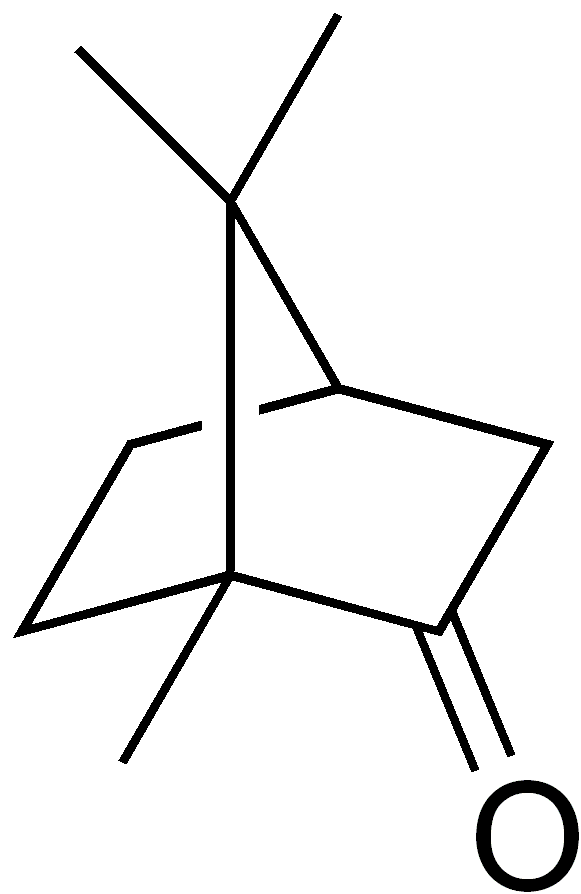
Kamfora

Borneol

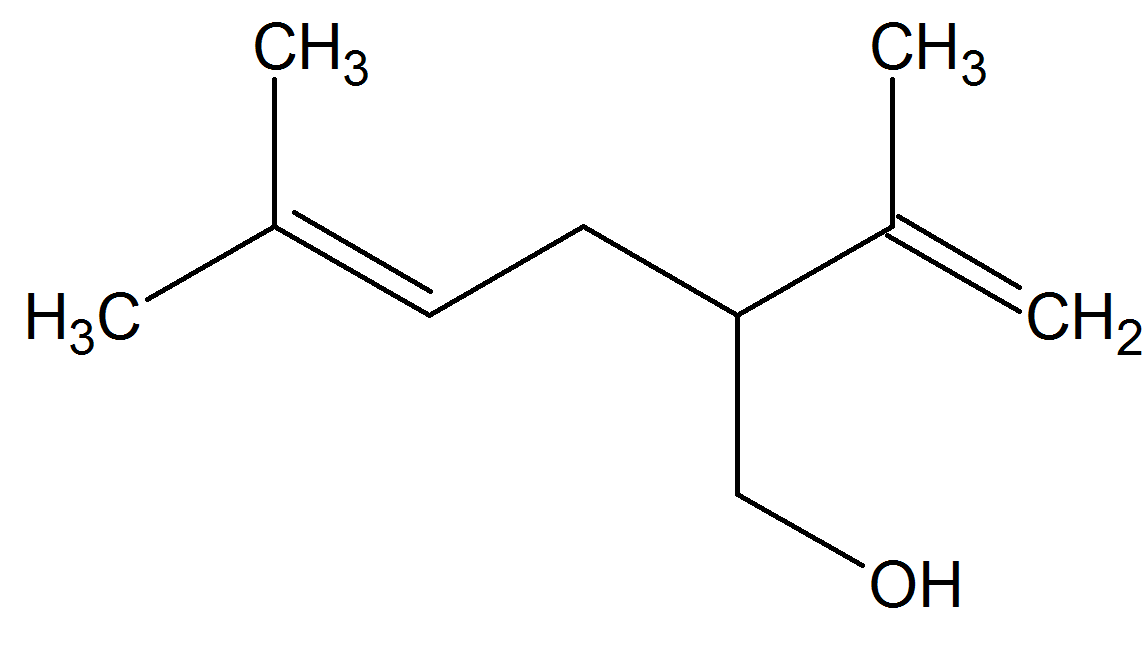
Lawandulol

Eukaliptol (1,8-cineol)

Olejek lawandynowy (fr. Essence de  Lavandin) – olejek eteryczny produkowany głównie we Francji z rośliny nazywanej „lawandyną” (poprawnie: lawenda wielka (łac. Lavandula ×hybrida Reverchon), bardzo plennego i łatwego w uprawie mieszańca (krzyżówki) lawendy wąskolistnej (łac. Lavandula angustifolia Mill.) i lawendy spiki (lawenda szerokolistna, łac. Lavandula latifolia Medik.), stosowanego w uprawie na skalę przemysłową. Metody pozyskiwania oraz właściwości i zastosowania olejków lawendowego i lawandynowego są podobne, z tym że zapach drugiego z nich jest mniej słodki.

## Pozyskiwanie olejku lawandynowego
Uważa się, że najlepsze olejki uzyskuje się z roślin hodowanych w Alpach Górnej Prowansji (dawniej Departament Basses-Alpes) – na wyżej położonych plantacjach. Olejek z roślin uprawianych niżej lub w sąsiednich departamentach (np. Vaucluse) zawierają mniejsze ilości estrów.
Olejek lawandynowy jest pozyskiwany z kwiatów ściętych razem z łodygą. Stosuje się:
 ; destylację z parą wodną: Prowadząc proces w małej skali (kotły 200–500 l) uzyskuje się wydajność olejku 1,5–1,8% (według innych źródeł: 0,7–1,8%), przy czym w dwóch pierwszych okresach dziesięciominutowych destyluje kolejno 65% i 20% olejku. Pozostałe 15% destyluje w czasie dalszych 20 min.
 ; ekstrakcję benzenem lub eterem naftowym: Konkret (olejek stały, Essence lavandine concrète) uzyskuje się z wydajnością 1,4–2,5% w stosunku do masy surowca wysuszonego na wolnym powietrzu. Z konkretu można otrzymać olejek absolutny z wydajnością 45–55% (40–48% olejku lotnego z parą wodną).

## Skład chemiczny
Ilościowy skład olejków wykazuje dużą zmienność (jest zależny np. od lokalizacji plantacji i pogody w roku zbiorów). W czasie analiz jakościowych zidentyfikowano m.in.:
- L-linalol (43 – 44%[4]; 45,2 – 51%[4]; 26 – 38%[5]}
- octan linalilu (20 – 22%[4]; 20 – 29%[5]; 28 – 38%[5])
- kamforę (11 – 11,5%[4]; 7 – 11%[5]; 6 – 8%[5])
- D-borneol (7%[4]; 1,5 – 3,5%[5])
- D- i L-α-Pinen (4,5%[4])

oraz D- i L-kamfen, L-limonen, dwupenten, ocymen, allo-ocymen, L-α-terpineol, L-lawandulol, nerol, alkohol L-perililowy,  tlenek linalilu (epoksylinalol), eukaliptol
i małe ilości takich związków, jak:  geraniol, mrówczan linalilu, amyloetyloketon, n-heksanol, n-oktanol, estry kwasu masłowego, aldehyd kuminowy, furfural, eugenol, bisabolen, kumaryna i kwasy alifatyczne. 
Zestawienie wskazuje, że olejek lawandynowy zawiera zarówno istotne ilości kamfory i alkoholi (dominujących w olejku spikowym) jak estrów (dominujących w olejku lawendowym).
| Związek chemiczny       | spikowy | spikowy  | lawandynowy Abrial | lawandynowy Abrial | lawandynowy Grosso | lawandynowy Grosso | lawendowy | lawendowy |
|                         | minimum | maksimum | minimum            | maksimum           | minimum            | maksimum           | minimum   | maksimum  |
| L-linalol               | 25      | 50       | 26                 | 38                 | 24                 | 35                 | 25        | 38        |
| eukaliptol (1,8-cineol) | 1,8     | 20 – 35  | 1,8                | 6 – 11             | 1,8                | 4 – 7              | *         | 1         |
| kamfora                 | 8       | 20       | 7                  | 11                 | 6                  | 8                  | ślady     | 0,5       |
| octan linalilu          | ślady   | 1        | 20                 | 29                 | 28                 | 38                 | 25        | 45        |

## Właściwości olejku
Olejki otrzymywane metodą destylacji są cieczami o jasnożółtym zabarwieniu i charakterystycznym zapachu kwiatów lawendy, z lekką nutą kamforową. Temperatura wrzenia wynosi 74 – 75 °C. Olejki stałe (konkret) mają wyraźne zabarwienie brunatnoczerwone, pochodzące od karotenowców; próby ich usunięcia prowadzą do niekorzystnych zmian zapachu.
| Właściwość                                        | Olejki importowane, analizowane w lab. f. Fritzesche Brothers | Olejki destylowane pod nadzorem Guenthera (1936, pogoda sprzyjająca uprawie) |
| gęstość wzgl. wody d15/15                         | 0,886 – 0,896                                                 | 0,892 – 0,896                                                                |
| skręcalność αD                                    | -2°53' do -5°26'                                              | -4°11' do -5°15'                                                             |
| współczynnik załamania światła nD                 | 1,4616 – 1,4640                                               | 1,4617 – 1,4631                                                              |
| zawartość linalolu                                | *                                                             | 45,2 – 51,0%                                                                 |
| zawartość estrów w przeliczeniu na octan linalilu | 19,6 – 26,1%                                                  | 22,8 – 26,4%                                                                 |
| rozpuszczalność w alkoholu etylowym 70°           | 1 obj. / 2 – 2,5 obj. alkoholu                                | 1 obj. / ≥ 2 obj. alkoholu (w jednym przypadku 1,5 – 2 obj.)                 |

## Zastosowania
Olejek lawandynowy jest stosowany do perfumowania mydeł. Olejek stały, po jego odbarwieniu, mógłby znaleźć zastosowanie w perfumiarstwie jako środek zapachowy i utrwalający. Uważa się, że działanie terapeutyczne olejku lawandynowego jest podobne do działania olejku lawendowego i spikowego; olejki te działają np. uspokajająco, przeciwbólowo, odkażająco i przeciwstresowo, a zastosowane na skórę np. przeciwzapalnie, antyseptycznie  i dezodorująco.